# Prophasiopsis polita
Prophasiopsis polita là một loài ruồi trong họ Tachinidae.